# Eteobalea dohrnii
Eteobalea dohrnii ist ein Schmetterling (Nachtfalter) aus der Familie der Prachtfalter (Cosmopterigidae). Die Art wurde nach Carl August Dohrn, dem Präsidenten des Stettiner entomologischen Vereins benannt.

## Merkmale
Die Falter erreichen eine Flügelspannweite von 10 bis 16 Millimeter. Der Kopf ist gelblich weiß. Die Fühler sind dunkelgrau, im letzten Drittel befinden sich fünf weiße Ringe. Der Thorax glänzt ockerfarben. Die Vorderflügel glänzen ockerfarben und sind – besonders in der apikalen Hälfte – braun gesprenkelt. Ein weißer Fleck liegt in der Nähe der Vorderflügelbasis am Flügelinnenrand. Zur Zeichnung gehören drei weiße Costalflecke. Der erste befindet sich bei 1/6 der Vorderflügellänge. Er ist lang und verläuft schräg nach außen bis zur Analfalte. Der zweite Fleck befindet sich bei 2/5 und der dritte Fleck bei 3/4 der Vorderflügellänge. Letzterer ist mehr oder weniger dreieckig. Am Apex befindet sich ein weißer Fleck, der bis in die Fransenschuppen hinein reicht. Insgesamt sind fünf erhabene, graubraune, golden schimmernde Flecke angelegt. Der erste ist klein und außen mit dem ersten Costalfleck verbunden. Der zweite befindet sich direkt unter der Analfalte zwischen dem ersten und dem zweiten Costalfleck. Der dritte Fleck ist außen mit dem zweiten Costalfleck verbunden. Der vierte Fleck liegt vor dem Flügelinnenrand etwas außerhalb des dritten Flecks. Der fünfte Fleck ist am größten. Er befindet sich am Innenwinkel und berührt häufig den dritten Costalfleck. Zwischen dem Fleck am Innenwinkel und dem Apikalfleck sind einige weiße Striche angelegt. Die Hinterflügel sind an der Basis glänzend weiß und in Richtung des Apex mehr gelblich grau. Das Abdomen ist ockergelb bis dunkelgrau. Die Grundfärbung der Vorderflügel ist variabel und reicht einem fahlen ockergelb bis braun.
Bei den Männchen ist das Tegumen lang. Es verjüngt sich distal leicht und hat am hinteren Rand eine „V“-förmige Ausbuchtung. Das rechte Brachium ist gebogen und ungefähr zweimal so lang wie das linke. Es ist apikal geweitet und stark sklerotisiert. Das linke Brachium ist leicht gekrümmt und hat eine rechteckige Spitze. Die Valven sind gestutzt stiefelförmig. Die rechte Valvella ist schmal, sie verjüngt sich allmählich und hat einen rundlichen Apex. Der Aedeagus ist gebogen und hat eine sehr scharfe Spitze. Der bauchige Teil ist oval, der röhrenförmige Teil ist parallelwandig.
Bei den Weibchen ist das achte Segment länger als breit. Das Ostium ist halbrund. Das Sterigma ist kelchförmig, der ventrale Rand ist stark sklerotisiert. Der Ductus bursae ist etwa anderthalb mal so lang wie das Corpus bursae. Das Corpus bursae ist oval und hat hinten einen langen knollenförmigen, sich allmählich verjüngenden Fortsatz. Es sind zwei große, sichelförmige Signa unterschiedlicher Größe ausgebildet.
Ähnliche Arten
Eteobalea dohrnii ähnelt Eteobalea siciliae, unterscheidet sich aber durch das Fehlen der Linien auf den Fransenschuppen am Apex der Vorderflügel.

## Verbreitung
Eteobalea dohrnii ist im Mittelmeerraum beheimatet. Das Verbreitungsgebiet erstreckt sich vom Portugal im Westen bis Syrien im Osten.

## Biologie
Die Raupen entwickeln sich in den Wurzeln des Weißlichen Wegerichs (Plantago albicans). Die Falter fliegen von Mai bis Anfang Oktober. Die Art bildet vermutlich zwei Generationen im Jahr.

## Systematik
Aus der Literatur sind folgende Synonyme bekannt:
- Elachista dohrnii Zeller, 1847
- Stagmatophora dohrni Falschschreibung von Elachista dohrnii Zeller, 1847

## Belege
1. ↑  P. C. Zeller (1847): Bemerkungen über die auf einer Reise nach Italien und Sicilien beobachteten Schmetterlingsarten. Isis 1847 (2): S. 890–891 (Erstbeschreibung)
2. 1 2 3 4 5 6 7  J. C. Koster, S. Yu. Sinev: Momphidae, Batrachedridae, Stathmopodidae, Agonoxenidae, Cosmopterigidae, Chrysopeleiidae. In: P. Huemer, O. Karsholt, L. Lyneborg (Hrsg.): Microlepidoptera of Europe. 1. Auflage. Band 5. Apollo Books, Stenstrup 2003, ISBN 87-88757-66-8, S. 146 (englisch).
3. 1 2  Eteobalea dohrnii bei Fauna Europaea. Abgerufen am 23. Februar 2012
4. ↑  A. Seguna, P. Sammut (2007): Eteobalea dohrnii (Zeller, 1847) a new moth for the Maltese Islands (Lepidoptera: Cosmopterigidae). SHILAP Revista de Lepidopterología, 35 (139), S. 287–288  online (PDF; 0,2 MB)